# Komorniki (gmina Kleszczewo)
Komorniki – wieś w Polsce położona w województwie wielkopolskim, w powiecie poznańskim, w gminie Kleszczewo.
Wieś  szlachecka  położona była w 1580 roku w powiecie poznańskim województwa poznańskiego. Po wojnie siedziba gminy Kleszczewo. W latach 1975–1998 miejscowość należała administracyjnie do województwa poznańskiego.